# وجبات على عجلات
وجبات على العجلات (بالإنجليزية: Meals on Wheels)‏ هو برنامج يهدف إلى توصيل الوجبات إلى الأفراد في منازلهم، ممن لا يستطيعون شراء أو إعداد طعامهم بأنفسهم. غالبًا ما يُستخدم هذا الاسم للإشارة بشكل عام إلى برامج توصيل الوجبات المنزلية، حتى وإن لم تكن جميعها تحمل الاسم نفسه. العديد من المستفيدين من هذه الخدمة هم من كبار السن غير القادرين على مغادرة منازلهم، كما أن العديد من المتطوعين هم أيضًا من كبار السن، لكنهم قادرون على الحركة وقيادة السيارات.
تُوضح الأبحاث أن برامج توصيل الوجبات إلى المنازل تُحسن بشكل كبير جودة النظام الغذائي، وتقلل من انعدام الأمن الغذائي وتعزز جودة الحياة لدى المستفيدين. تُساهم هذه البرامج أيضًا في تقليل الإنفاق الحكومي من خلال الحد من حاجة المستفيدين إلى دخول المستشفيات أو دور رعاية المسنين أو غيرها من الخدمات المُجتمعية.

## التاريخ
نشأت فكرة وجبات على العجلات  في المملكة المتحدة خلال الغارات الجوية في الحرب العالمية الثانية، عندما فقد العديد من الأشخاص منازلهم، مما جعلهم غير قادرين على طهي طعامهم بأنفسهم، وجاء الاسم من طريقة التوصيل التي اعتمدت على استخدام عربات الأطفال، والعربات اليدوية، والدراجات المزودة بسلال، والسيارات وغيرها من المركبات ذات العجلات. تطورت فكرة توصيل الطعام لمن لا يستطيعون إعداده بأنفسهم إلى برامج حديثة، تستهدف في الغالب كبار السن غير القادرين على مغادرة منازلهم، وتُقدَّم مجانًا أو مقابل رسوم رمزية.

## التأثير
أظهرت دراسة مراجعة أُجريت عام 2013 حول تأثير برامج توصيل الوجبات إلى المنازل، أن جميع مجموعة من الدراسات وجدت أن هذه البرامج تحسن بشكل ملحوظ جودة النظام الغذائي، وتزيد من مدخول العناصر الغذائية، وتقلل من انعدام الأمن الغذائي والمخاطر التغذوية بين المشاركين، وترفع فرص التفاعل الاجتماعي، وتُحسن الالتزام بالنظام الغذائي، وترفع جودة الحياة بشكل عام وتساعد كبار السن على الحفاظ على استقلاليتهم والبقاء في منازلهم ومجتمعاتهم مع تدهور صحتهم وقدراتهم الوظيفية.